# Стимпанк

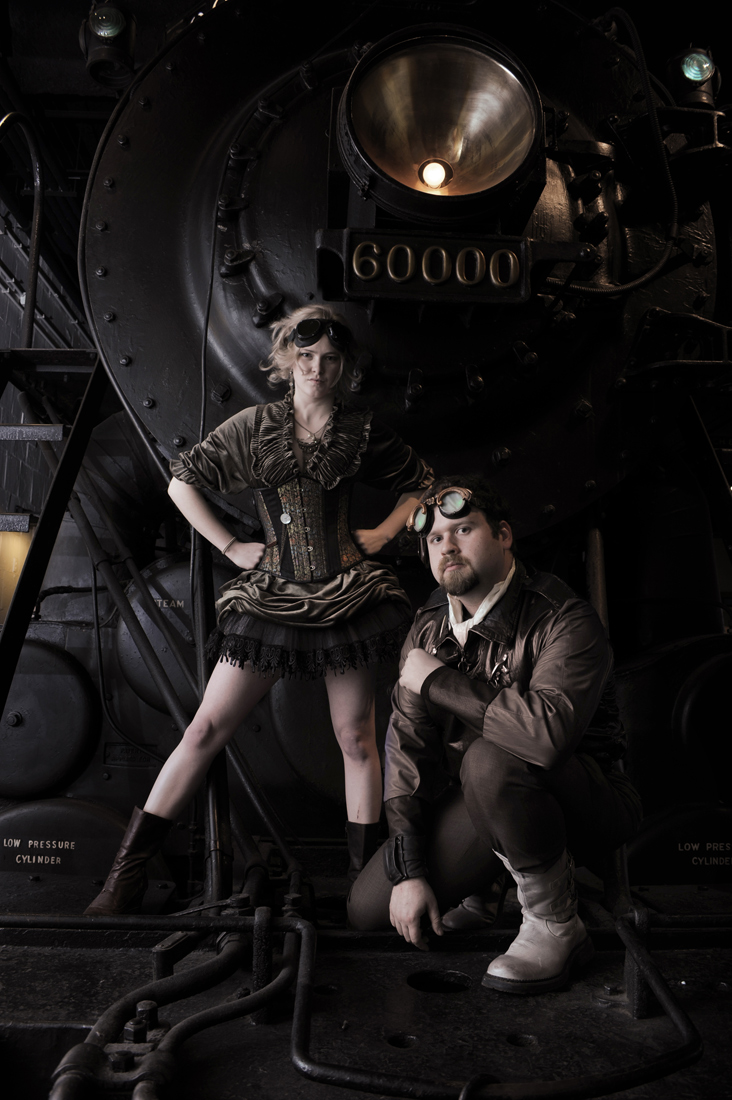
Паропанк — суміш фантастичних механізмів та естетики вікторіанської епохи

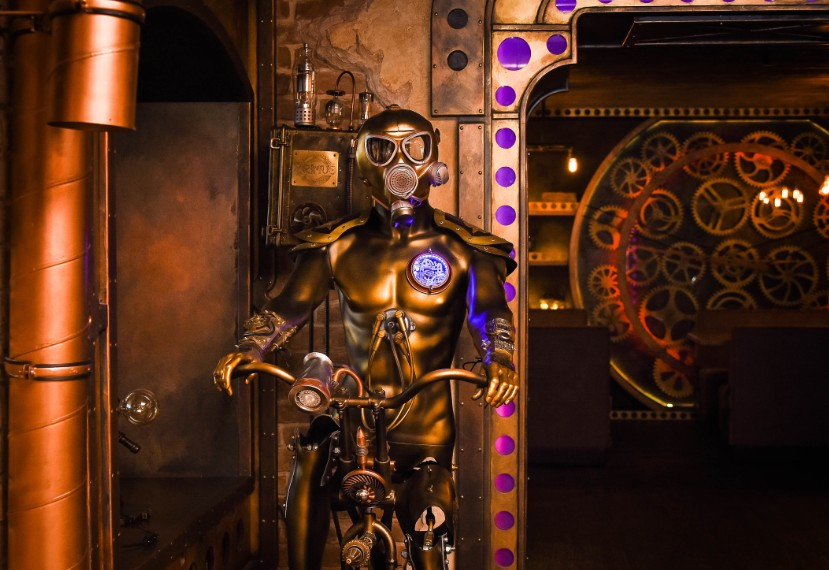
Ресторан «Primus» в Дніпрі.

Стимпа́нк (Стімпанк) або паропа́нк (англ. steam + punk, «пара» + «протест, конфлікт») — підвид фантастики, дія якого відбувається у світі, де широко використовуються технології парових машин, що замінюють електроніку. Класичні всесвіти стимпанку стилізуються авторами під Америку або Європу (перш за все Англію) другої половини XIX століття, епоху раннього капіталізму з характерним фабрично-міським пейзажем і різким соціальним розшаруванням. І байдуже, що дія може розгортатися в далекому майбутньому або на іншій планеті.
До «панківського» компонента стимпанку відноситься особливий акцент на «низькій людській природі», що керується низькими пристрастями — хіттю, гнівом, пихою, жадібністю і заздрістю. Особливу увагу автори, що пишуть в жанрі стимпанк, приділяють побутовим і фізіологічним подробицям життя головних героїв. Загальний стиль стимпанку виглядає цинічним (грубо-відвертим) і песимістичним (антиутопічним). Антиутопія прикрашається стилістикою нуару, до неї додаються виразні і загальнозрозумілі мотиви бульварної фантастики (детективи, геніальні вчені, Дикий Захід, таємничі стародавні раси). Пізніше в стимпанк влилися позитивніші елементи — романтична чарівність науки, утопізм, естетика «старої доброї Англії».
Стимпанк виник як літературний жанр, але популярності набув багато в чому завдяки коміксам, рольовим іграм, телесеріалам та аніме.

## Походження жанру
Загальновизнано, що естетика стимпанку спирається на твори Жуля Верна та Герберта Велза. Але проблематика стимпанкових творів базується на ранішому пласті вікторіанського мистецтва: творах Чарза Діккенса, Вілкі Коллінза, Елізабет Ґаскелл. У них розглядалися наслідки індустріальної революції для робітничого класу англійського суспільства. Інтеграція незвичайних елементів у повсякденність сходить аж до готичних романів.
Термін «стимпанк» вперше використали два письменники, Джеймс Блейлок і Кевін Джетер, під час дискусії на сторінках журналу «Locus» в 1987 році. Термін виник як пародійне протиставлення кіберпанку, тому ранній стимпанк створювався за традиційними сценаріями свого «старшого брата» з механічним перенесенням дії в реальність, де панують парові технології. Хакери, штучний інтелект, корпорації, державна машина — все це просто поміщалося в стилістику XIX століття. «Панківське» ставлення головних героїв до навколишньої дійсності зберігалося без яких-небудь істотних змін.
Видання роману Вільяма Гібсона і Брюса Стерлінга «Різницева машина» (зустрічається як «Машина відмінностей», «The Difference Engine», 1990) привернуло велику увагу до цього жанру, і саме після цього роману паропанк почав набувати великої популярності.
Однак, американський письменник-фантаст Джон К. Райт у 2011 році першим твором у стилі стимпанку назвав чехословацький фільм «Згубний винахід» (1958), а його режисера Карела Земана — винахідником цього жанру. Фільм створено за мотивами творів Жуля Верна і в ньому зображено численні фантастичні пристрої, створені за технологіями XIX ст. Кінокритик Джон С. Тіббец писав, що фільм Земана є прикладом «протостимпанку», поєднуючи всі типові ознаки жанру ще до того, як у нього з'явилася назва.

## Типові елементи жанру

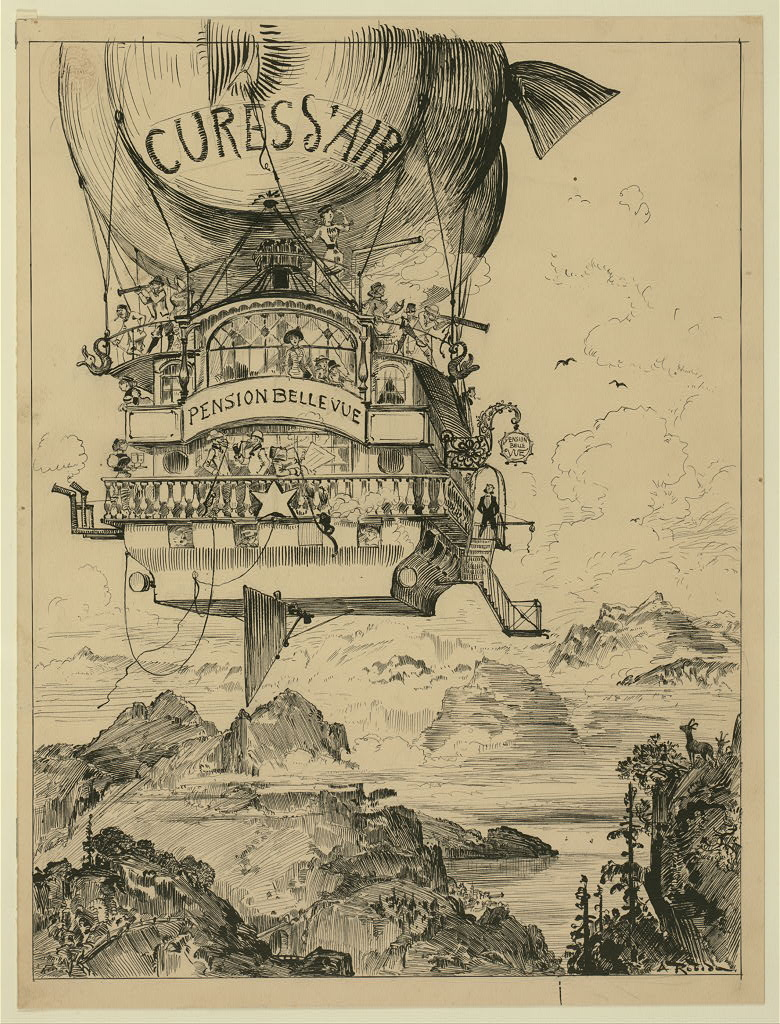
Дирижабль (Альбер Робіда, 1883)

Джефф Вандермеєр описав формулу стимпанку таким чином: винахід божевільного вченого (паровий пристрій у (псевдо)вікторіанському сетингу) плюс пригодницький сюжет.
- Технології парових машин: дирижабль, примітивний аероплан, паровоз, пароплав, броньований військовий пароплав (дредноут), паробус та інші механізми, зроблені з клепаного металу та мідних труб. Вони устатковані важелями й приладами з годинникоподібними циферблатами і стрілками.
- Зброя часів промислової революції: револьвери, ранні зразки автоматичних гвинтівок, артилерійські гармати, а також різна фантастична парова зброя.
- Інформаційні технології вікторіанської епохи: вуличні газети, неелектронні (механічні) обчислювальні машини, що нагадують касові апарати (наприклад, обчислювальна машина Беббіджа), телеграф, пневмопошта.
- Одяг і аксесуари вікторіанської Англії:
  - Аристократи в циліндрі і пальто, під яким фрак, штани і сорочка з мереживами.
  - Пані в корсетах і крінолінах з капором на голові і панчохами на підв'язках на ногах.
  - Робочі в кепках, куртках і чоботях.
- Урбаністичний антураж: фабричні труби з червоної цегли, похмуре небо брудного кольору, газові ліхтарі, магазини, лавки, театри, міські нетрі, паби, борделі. І, відповідно, похмура атмосфера.
- Вікторіанські персонажі: демонічні учені та інженери, такі як Франкенштейн або професор Моріарті, мандрівники, детективи (Шерлок Холмс), агенти таємної поліції, шпигуни, революціонери, вуличні продавці, пролетарі, капіталісти-промисловці, спадкові аристократи, світські хлюсти[що це?], повії, добропорядні сімейні громадяни (буржуа).
- Проблеми, зумовлені індустріальною революцією: забруднення довкілля, посилення соціального розшарування та як наслідок злочинність, проституція[1].
- Сумнів або скепсис щодо розвитку науки й технологій. Застосування винаходів на шкоду людству. Злочинці, що користуються новітніми технологіям; аморальні вчені, які ставлять неетичні експерименти, прагнуть здобути особисту вигоду своєю працею[6].
- Естетизація машин і водночас негативне ставлення до масового виробництва, стандартизації («любов до машини, ненависть до фабрики»)[7].

## Піджанри паропанку

### Альтернативно-історичний стимпанк

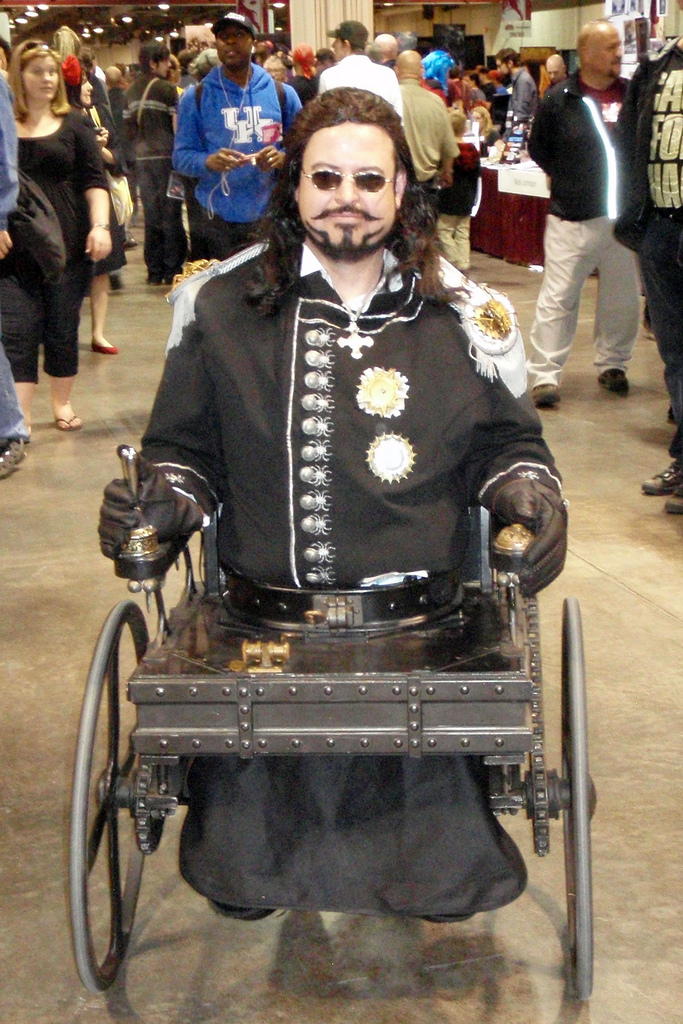
Персонаж Арліс Лавлес з фільму «Дикий, дикий Вест»

Альтернативно-історичний стимпанк стилізується під світ XIX — початку ХХ століття і свідомо протиставляється кібернетичному сьогоденню і майбутньому. Часто героями цього піджанру стають реальні історичні особи або літературні персонажі класиків тієї епохи.
Найхарактерніші авторські стилізації під Англію правління королеви Вікторії і її наступника Едуарда. Знаковий твір як для всього жанру, так і для альтернативно-історичного стимпанку, після якого стимпанк з курйозу перетворився на явище, — роман Вільяма Гібсона і Брюса Стерлінга «Машина відмінностей» (1992). Це фактично маніфест стимпанку, що мав для нього таке ж значення, як «Нейромант» Гібсона для кіберпанку. У ньому фігурують такі знакові речі, як машина Беббіджа, що перетворилася на суперкомп'ютер, прогресивні технології зв'язку, привласнення всім підданим Британської імперії унікального цифрового індексу, «машинні» віруси на перфокартах і глобальні політичні інтриги.
Зразком альтернативно-історичного стимпанку служать комікси Алана Мура і Кевіна О'ніла про Лігу видатних джентльменів, а також однойменна екранізація Стівена Норрінгтона. Антураж паропанка відмінно переданий в циклі дитячої фантастики Лемоні Снікетта «Лихо та й годі» і особливо в однойменному фільмі Бреда Сильберлінга.
Ще одна модель альтернативно-історичного стимпанку — стилізація під Америку періоду підкорення Дикого Заходу. Велику популярність тут завоював телесеріал «Wild Wild West», що послужив основою кінофільму Баррі Зонненфельда і декількох серій коміксів. У літературі вестерн-стимпанк поширений менше — в основному це новеллізації вищезазначених серіалів і фільмів. Найпомітніший самостійний твір — тетралогія Джеймса Своллоу про стрільця Габрієля Тайлере.

### Фентезійний стимпанк
Друга магістральна течія — фентезійний стимпанк, дія якого відбувається в абсолютно вигаданих світах, де парові машини благополучно співіснують із магією та звичними для фентезі істотами. Цей напрям багато в чому межує з технофентезі. Часто у цьому піджанрі з паровою машиною співіснують магія та фентезійні раси (гноми, орки, ельфи).
Найвідоміший автор «парового» фентезі — британець Чайна М'євіль.
Китайська лайт-новела та донхва «Володар таємниць» є нехарактерним представником піджанру, бо елементи фентезі майже не взаємодіють зі, власне, стимпанком, проте й не протиставляються йому

### Інші піджанри
Є також декілька менш популярних піджанрів, споріднених зі стимпанком, для них використовується загальний термін «таймпанк». У них домінування парових машин є необов'язковим: світ будується на основі технологічного рівня певної історичної епохи.
«Стоунпанк» моделює гротескний світ, де сучасні реалії проєктуються на технологічний рівень кам'яної доби. Найяскравіший приклад — мультсеріал і фільм «Флінтстоуни».
«Сандалпанк» зображає світ епохи Античности, де відбувся технологічний анахронізм — неможливе в тій реальності використання наукових відкриттів. Наприклад, створена Героном Олександрійським парова турбина спричиняє промислову революцію, що в нашому світі відбулася лише в Новий час. У результаті виникає майбутнє, де старогрецька або давньоримська цивілізації не зруйнувалися, а благополучно існують і понині.
«Міддлпанк» — все те ж саме, але з початком епохи пари в Середньовіччі.
Творці «клокпанку» надихаються епохами Відродження та Бароко. Назва походить від використання годинникових механізмів, які в клокпанку зазвичай замінюють парові машини. Наприклад, роман Поля Макоулі «Ангел Паскаля». Іншими прикладами клокпанку можна вважати деякі романи з «Плоского світу» Террі Пратчетта, творчість Грегорі Кіза та комікси Ніла Геймана «1602».
Дещо остронь таймпанку знаходиться ретрофутуризм — зображення світів, де за якимось капризом історії реальна або фантастична технологія минулого відіграє домінуючу роль в майбутньому. В одних світах технологічний розвиток набуває особливо гротескового характеру. Наприклад, виникають абсолютно божевільні, неможливі засоби пересування на зразок космічних вітрильників з діснеївського мультфільму «Планета скарбів» або летючі острови з аніме «Небесний острів Лапута». До яскравих зразків ретро-футуризму належать також цикл Філіпа Ріва про Живі машини, роман Теодора Джадсона «Війна Фітцпатріка», комікс «Neotopia».
Реальна техніка або така, що залишилася тільки в проєкті, в ретро-футуристичних всесвітах може виразитися в традиціях гігантоманії: величезні гвинтові літаки, трансконтинентальні дирижаблі, гігантські дизельні роботи, жахливого вигляду механізми. Це відгалуження ретро-футуризму відоме також як «дизельпанк».

## Письменники в цьому жанрі

### Передвісники стимпанку
- Герберт Веллс
- Жуль Верн
- Альбер Робіда
- Григорій Адамов

### Найвідоміші письменники в жанрі паропанку
- Вільям Гібсон
- Кевін Джетер[en]
- Брюс Стерлінг
- Скотт Вестерфельд
- Пол Ді Філіппо
- Джеймс Блейлок[ru]
- Міядзакі Хаяо
- Чайна М'євіль

## Стимпанк: фільми та аніме
- «Дикий, Дикий Захід» (1999)
- «Машина часу» (2002)
- «Ван Хелсінг» (2004)
- «Лемоні Снікет: 33 нещастя» (2004)
- «Бразилія» (1985)
- «Full Metal Alchemist» (2003)
- «Steam Detectives» (1998)
- «Steamboy» (2005)
- «Ліга видатних джентльменів» (2003)
- «Небесний замок Лапута» (1986)
- «Мандрівний замок Хаула» (2004)
- «Вигнанець (аніме)»
- «Темне місто»
- «Золотий компас» (2007)
- «Місто загублених дітей» (1995)

- «Хроніки мутантів» (2008)
- Аркейн (2021)

- «Володар таємниць» (2025)

## Ігри в жанрі стимпанк

### Відеоігри
- «Arcanum: Of Steamworks and Magick Obscura»
- «Frater»
- «Syberia»
- «Syberia II»
- «Thief II: Metal Age»
- «Rise of Nations: Rise of Legends» (клокпанк)
- "Blood omen 2
- «Steam brigade»
- «ParaWorld»
- «Fable 3»
- «Dishonored»
- «The Order: 1886»
- «They Are Billions»
- «Frostpunk»

### Настільні ігри
- Planet Steam
- Gearworld: The Borderlands
- Spyrium
- Frostpunk: Настільна гра

## Стимпанк в українському кліпмейкінґу
Загалом, стимпанк не надто популярний жанр кліпмейкінґу серед українських виконавців. Найвідоміший український відеокліп у стилі стимпанк зняв львівський режисер Теодор Нещадим із командою «We Cinema Studio» для музичного гурту Хочу ЩЕ! на пісню «Манія». Робота повністю знята в антуражі XIX століття, а серед реманенту акторів можна помітити велику кількість чудернацьких пристроїв, таких як реактивний інвалідний візок, фортепіано-хімічна лабораторія, віяло з лезами, кібер-маску й інше. Усі художні елементи для кліпу розробив відомий український художник у жанрі стимпанк Віталій Внуков.
Улітку 2020 року в гурту Антитіла вийшов тематичний кліп на пісню «Кіно» в стилі стимпанку.

## Стимпанк в українських коміксах
Воля — або «ВОЛЯ: The WILL» — це серія українських фантастичних графічних романів в жанрі стимпанк, події в яких розгортаються в усесвіті ВОЛЯ на тлі розквіту Української Держави 1918 року. Змістовно це збірка з трьох окремих історій, виконаних у трьох авторських художніх стилях під твердою обкладинкою обсягом 60 сторінок.

## Стимпанк в українській літературі
- Олександр Ірванець, «Харків 1938», роман.
- Петро Яценко, «Нечуй. Немов. Небач», роман.
- Ірина Грабовська, дилогія «Леобург»: «Остання обитель бунтарства», «Остання війна імперій», романи
- Ігор Сілівра, «Цепелін до Києва», роман.
- Ян Браз «Штрафна група» і Анна Стаднік «Свій чужий», книга 2 в 1, книжка-перевертайка з двома романами[8]